# Спортски менаџмент
Спортски менаџмент је област бизниса која се бави спортом и рекреацијом. Спортски менаџмент укључује било коју комбинацију вештина које одговарају планирању, организовању, усмеравању, контролисању, буџетирању, вођењу или евалуацији било које организације или пословања у спортском пољу.

## Поља
Бачелор и мастер дипломе из спортског менаџмента нуде многи колеџи и универзитети.

## Посла
У Америци, послови у спортском менаџменту укључују рад за професионалне лиге као што су НФЛ, НБА, МЛБ, НХЛ, МЛС и друге професионалне или аматерске спортске лиге у смислу маркетинга, здравља и промоције. Послови менаџмента у спорту састоје се од разних опција које укључују следеће:
- Атлетски тренер
- Специјалиста за развој спортиста
- Атлетски директор
- Координатор пословног развоја
- Администратор уговора
- Менаџер за преговоре о уговору
- Координатор догађаја
- Менаџер објеката
- Финансијски аналитичар
- Менаџер фитнеса
- Менаџер за преваре
- Маркетинг консултант
- Маркетинг координатор
- Пословни руководилац
- Директор за односе са јавношћу
- Координатор продаје
- Спортски агент
- Спортски адвокат